# Donas (Gdyně)
Donas je kopec s nadmořskou výškou 206,5 m, který se nachází ve čtvrti Dąbrowa ve městě Gdyně v Pomořském vojvodství v Polsku. Kopec je nejvyšším geografickým bodem Gdyně. U východního, nižšího vrcholu (205,6 m) se nachází informační tabule, lavička a rozhledna Orange Góra Donas s vyhlídkovou terasou ve výšce 232 m. Během druhé světové války byl Donas pozorovacím bodem a ve dnech 15. až 18. března 1945 zde probíhala bitva. Severozápadně, nedaleko od vrcholu, se nachází v kraji jediný existující protestantský hřbitov založený v polovině 19. století (poslední pohřbený pocházel z roku 1942). U hřbitova jsou vysazeny staré lípy. Severně a východně od vrcholu se nachází několik menších přírodně chráněných mokřadů. Kopec má jméno podle německého názvu Dohnasberg (později nazývané Kolonia Chwaszczyńska). Donas je celoročně bezplatně přístupný.

## Další informace
Na vrchol kopce vedou turistické stezky.
Podle legendy se zde možná scházely čarodějnice.